# بادي هنتر
بادي هنتر (بالإنجليزية: Buddy Hunter) هو لاعب كرة قاعدة أمريكي، ولد في 9 أغسطس 1947.

## وصلات خارجية
- بادي هنتر على موقعبيزبول رفرنس.كوم (الدوري الرئيسي) (الإنجليزية)
- بادي هنتر على موقعبيزبول رفرنس.كوم (الدوري الثانوي) (الإنجليزية)
- بادي هنتر على موقع مشجعي الرسوم البيانية (الإنجليزية)